# Tagma (biologie)

Tegmata trilobita

Tagma je skupina segmentů nebo metamerů tvořících velký tělní oddíl. Různé taxony mají rozdílné členění a může se lišit i jejich pojmenování. Například tělo hmyzu je členěno na tři tagmata: hlavu (cephalon), hruď (thorax) a zadeček (abdomen).